# Ріво Ракотовао
Ріво Ракотовао (нар. 12 травня 1960) — мадагаскарський політик, нині є Президентом Мадагаскару, а також очолює Сенат Мадагаскару.

## На посаді Президента Мадагаскару
7 вересня 2018 року Президент Ері Радзаунарімампіаніна подав у відставку, що передбачено законом, аби відбулися майбутні президентські вибори. Як результат, президент Сенату Ракотовао взяв на себе роль тимчасового виконувача обов'язків Президента, до виборів нового президента. 9 вересня Генеральний секретар ООН Антоніу Гутерреш підтвердив свою підтримку Ракотовао.. 14 червня 2022 року Ріво Ракотовао був викликаний в Незалежне управління з боротьби з корупцією за підозрою в корупції, розкраданні державних коштів та зловживанні службовим становищем.